# Splitpen

Splitpen (A en B)

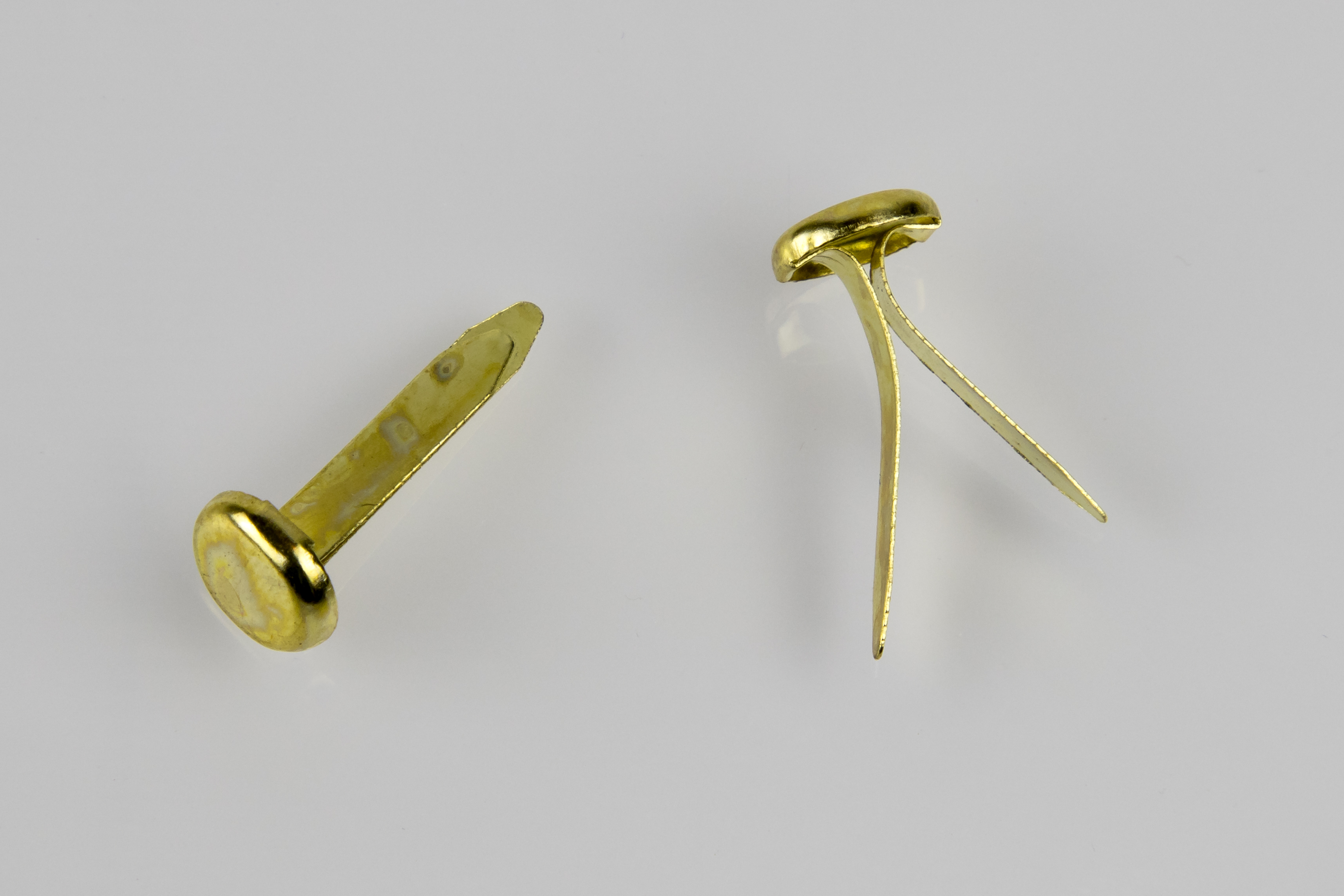
Lichte splitpennen voor kantoorgebruik.

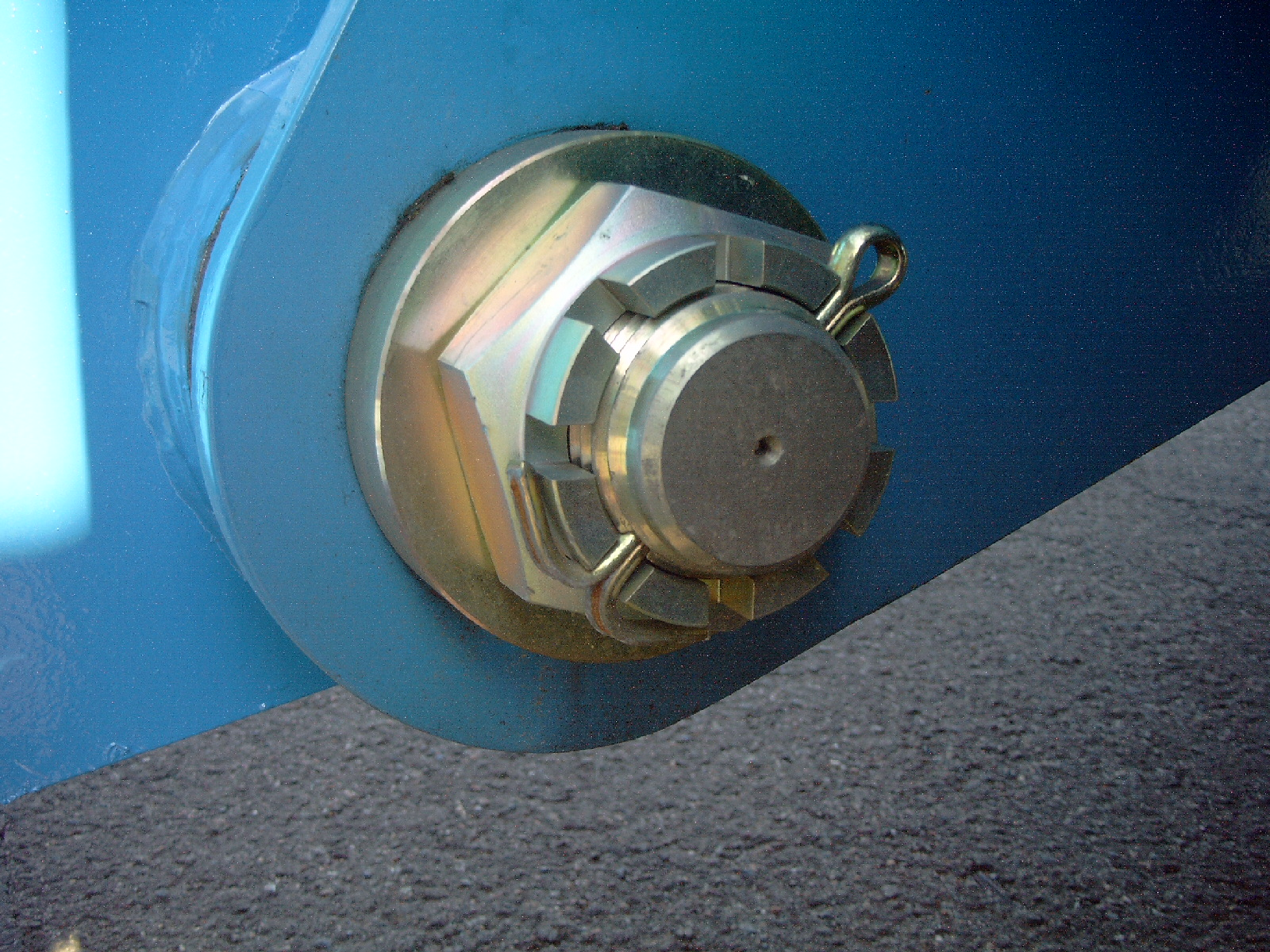
Splitpen in kroonmoer.

Een splitpen is een metalen pen, bestaande uit een knop en twee parallelle staafjes die loodrecht op de knop staan. Een splitpen kan worden gebruikt als bevestigingsmateriaal om bijvoorbeeld twee platen aan elkaar te maken. De staafjes van de splitpen worden door gaten in de platen gestoken, waarna ze uit elkaar worden gebogen. Meestal zijn de uiteinden een klein beetje verschillend in lengte, zodat men eenvoudiger een van beide uiteinden kan vastpakken om het om te buigen.
Een splitpen kan ook worden gebruikt om te verhinderen dat een moer van het schroefdraad loopt.
Nadat de moer is vastgedraaid wordt de splitpen door een gat in de bout gestoken, waarna een of beide vleugels worden omgebogen.